# Taylor Tashima
Taylor Tashima (Wilmette, 29 agosto 1996) è una pallavolista statunitense, di ruolo palleggiatrice.

## Carriera

### Club
La carriera di Taylor Tashima inizia nei tornei scolastici dell'Illinois, giocando per la New Trier HS. Dopo il diploma, invece, gioca a livello universitario con la Northwestern, partecipando alla NCAA Division I dal 2014 al 2017.
Nella stagione 2018-19 firma il suo primo contratto professionistico, ingaggiata in Svizzera dallo Sm'Aesch Pfeffingen, club impegnato in Lega Nazionale A: a causa di un infortunio, gioca col club elvetico per poco meno di metà annata, facendo ritorno in patria nel 2019 per le cure riabilitative.

### Nazionale
Fa parte della nazionale statunitense under 18, conquistando la medaglia d'oro al campionato nordamericano 2012, dove viene premiata come miglior palleggiatrice, e quella d'argento al campionato mondiale 2013.

## Palmarès

### Nazionale (competizioni minori)
- Campionato nordamericano under 18 2012
- Campionato mondiale under 18 2013

### Premi individuali
- 2012 - Campionato nordamericano under 18: Miglior palleggiatrice